# رالف بنجامين برات
رالف بنجامين برات هو مهندس معماري كندي، ولد في 9 أغسطس 1872، وتوفي في 14 مارس 1950.